# 사랑하기 때문에 (음반)
《사랑하기 때문에》는 유재하의 첫 번째 정규 음반이자 유고작이다. 1987년 서울음반에서 처음 발매되었고, 2001년 티 엔터테인먼트에서 재발매되었다. 음반에 담긴 노래들은 유재하 본인의 실제 이야기를 바탕으로 만들어졌다. 녹음은 서울스튜디오에서 진행되었으며 유재하가 음반의 거의 모든 악기를 연주했다.
발매 당시엔 당시 대중가요계 분위기와는 사뭇 다른 독특한 변조의 코드 진행 등으로 폭발적인 인기를 끌진 않았으나, 몇 개월 안가 유재하가 교통사고로 사망한 이후 점점 재평가되면서 음반은 1997년 기준 150만 장 가까이 팔려나갔다.
임진모 음악 평론가는 "국내 대중음악 사상 처음으로 작곡, 작사, 편곡을 혼자서 한 '음악적 자주(自主)의 완전 실현'을 일궈낸 기념비적 성과물"이라고 극찬했다. 2018년 Melon, 한겨레와 태림스코어에서 기획한 한국 대중음악 명반 100에선 47명의 전문 선정단이 선정한 1위 앨범으로 선정되었다.

## 배경과 콘셉트
유재하의 친형은 〈그대 내 품에〉는 유재하가 20~21살, 〈사랑하기 때문에〉는 22~23살, 이문세의 3집 곡인 〈그대와 영원히〉도 그 언저리에 만든 노래라고 기억했다. 〈사랑하기 때문에〉는 조용필의 7집(1985년), 〈가리워진 길〉은 김현식의 3집(1986년)에 먼저 실렸다. 그러나 다른 자작곡들이 이들 가수의 음악 스타일과 달라 반영되지 않자 그는 직접 불러 발표하기로 결심한다. 김현식 밴드에서 나온 후 솔로 앨범을 위한 작업 구상을 마친 그는 1986년 겨울, 베이스 연주자이자 후에 매니지먼트를 맞게 되는 조원익을 찾아가 자신의 프로젝트에 대한 청사진을 제시한다. 작사, 작곡은 물론 편곡에 대한 밑그림은 이미 대부분 그려진 상태였다.
음반의 곡은 유재하가 당시 사랑했던 한 여인과의 사랑을 주제로 했다. 세상을 떠나기 전까지 그에겐 약혼식은 안 했지만 양가 집안이 인정하는 음대생 연인이 있었다. 수록곡 중 바이올린, 비올라, 첼로 3중주로 연주되는 밝은 선율의 경음악 〈Minuet〉를 제외한 나머지 8곡은 가사가 있는데, 이 8곡은 순차적으로 사랑, 이별, 재회의 내용을 담고 있다. 〈우리들의 사랑〉과 〈그대 내 품에〉가 사랑의 황홀함을 표현하고 있다면, 〈텅 빈 오늘밤〉, 〈내 마음에 비친 내 모습〉, 〈가리워진 길〉, 〈지난날〉은 이별의 상황과 이별 후의 모습을 그리고 있다. 마지막으로 〈우울한 편지〉와 〈사랑하기 때문에〉는 재회와 그를 통한 더 큰 사랑의 다짐을 담고 있다.
〈우울한 편지〉는 첫 만남 이후 2년 간 퇴짜를 맞으며 구애를 펼친 그가 처음 받았던 편지를 소재로 만들었다. 유재하의 친형은 "저한테는 말 안 했지만 아마 (여자 친구를 생각하며 만든 곡들이) 맞을 것"이라며 "그 시절에는 남자들이 여자 친구한테 몰입하는 걸 가족에게 잘 얘기 못 하는 촌스러운 정서가 있었다. 재하가 앨범에 〈그대와 영원히〉를 넣지 않았는데 아마 콘셉트대로 풀어나갈 때 맞지 않았던 것 같다"고 설명했다.

## 제작과 음악
〈사랑하기 때문에〉를 녹음하던 날 이 곡의 기타 솔로를 쳐달라고 부탁받아서 서울스튜디오를 가서 기타를 연주하는데 왠지 영 내키지 않았다. 그래서 재하에게 '나 이거 못 치겠다. 그냥 니가 쳐라'라고 했고 재하는 무슨 소리냐며 계속해달라고 했지만 '니가 치는게 멋있는 거야. 니가 그냥 쳐라'라고 이야기했고 그 솔로기타는 결국 재하가 연주했다. 그렇게 앨범의 모든 소리는 모두 재하의 소리였다.

수록곡 전부를 유재하가 작사, 작곡, 편곡했다. 멜로디와 가사를 쓰는 것을 넘어 완성된 곡으로 만드는 작업인 편곡까지 한다는 것은 모든 과정이 분업화되어 있던 당시로서는 놀라운 일이었다. 음반은 서울 이촌동 서울스튜디오에서 1986년 12월에서 1987년 3월까지 녹음했다. 그러나 수록곡 녹음 번호를 보면 총 9곡 중 8곡을 1987년 3월에 녹음했고, 〈가려진 길〉은 4월에 녹음했음을 알 수 있다.  유재하가 세션을 쓰지 않고 드럼과 베이스를 제외한 모든 악기를 스스로 연주했기 때문에 자비를 들여 800만원이라는 비교적 적은 비용으로 제작했다. 하지만 신인이었기 때문에 눈치보느라 연주나 노래가 마음에 안 들어도 다시 녹음하지 못하고 대부분 한두번에 녹음됐다.
유재하는 작곡에서 당시에는 보기 힘들었던 변조에 의한 곡 전개를 시도했다. 또 단순히 드럼, 기타, 베이스, 키보드 정도의 편성이 아닌, 플롯, 바이올린, 오보에, 첼로 이르는 다양한 악기 편성을 시도했다. 또한 단순히 노래를 잘 부르는 높은 음역대의 가창력이 아닌 마치 읊조리는 듯한 소소한 발라드적 창법을 선택했다. 이는 자신의 경험에서 우러나온 가사를 효과적으로 전달했다. 동아기획의 대표 김영의 말에 의하면, 녹음 이후 테이프 마스터링, 공윤심의, LP 시험판을 찍어주는 일은 자신이 해주었지만, 베이스 연주자 조원익이 음반 제작업을 하려는데 도와달라며 유재하의 앨범을 넘겨달라고 부탁했다고 한다. 그는 흔쾌히 수락했지만 음반 홍보를 잘못해서 음반이 잘 팔리지 않았다.
저자 장유정은 《사랑하기 때문에》는 "기본적으로 발라드 앨범"이라고 분석했다. 친형은 재하에게 음반의 장르를 물었을 때의 기억을 이렇게 회상했다. "제가 재하에게 '장르가 뭐야?'라고 물으니 '음악에 장르가 어딨어. 뭐 굳이 장르를 구분하자면 크로스오버랄까'라고 하더군요. 그런 '장르도 있니?'라고 하자 '나 같은 장르'라며 웃었어요. 음악적인 자존심이 무척 강했죠." 대중음악평론가 신현준은 그의 음악에 대해 "발라드에 뽕짝 스타일을 벗기고 지금같은 현대적 감각을 입혔고, 대중가요에 완벽한 형태의 클래식 반주를 도입한 최초의 뮤지션"이라면서 "또 언더그라운드적 요소를 띠어 오버그라운드와 거리를 두려는 당시 젊은이들의 정서를 지배했다"고 평가했다.

## 발표와 표지
1987년 4월 1천 장 정도를 발매한 초반은 타이틀곡 〈사랑하기 때문에〉의 글자를 담배 연기로 디자인한 독특한 그림 재킷이다. 이 앨범에는 발매일을 정확하게 명기하지 않았다. 초반 커버 디자인이 유재하의 음악과 어울리지 않는다는 이유로, 재발매 LP는 커버를 회색 콘크리트 벽에 붙은 유재하의 사진과 '87. 夏'라는 글자를 넣어 디자인을 수정했고, CD는 파스텔화 느낌의 유재하 초상화로 제작했다. 초상화 그림은 유재하의 친구였던 설치미술가 서도호 작가가 그렸다.
2012년 그의 25주기를 기념해 로엔에서 초반 CD의 리마스터링 버전을 재발매했다. 2014년에는 홈레코딩으로 가족들을 위해 불렀던 돈 멕클린의 〈Vincent〉를 커버한 미공개 음원을 추가한 3판 LP를 발매했다. 음반사 측은 "그의 본질이 작사, 작곡, 편곡, 연주를 하는 싱어송라이터의 대표적인 이름이기에 남의 곡을 부른 걸 넣을지 고민했다"며 "그러나 유족들이 오랜 시간 기억하고 추억해준 팬들을 위해 선물로 내놓겠다고 해 담았다. 〈Vincent〉처럼 직접 노래하고 연주한 곡이 아직 집에 더 남아 있다"고 전했다. 독일의 에밀 베를리너 스튜디오에서 원판 커팅(소리골을 깎아내는 과정) 작업을 하고 독일 오디오파일 음반제작 전문 회사 팔라스에서 프레싱을 거쳐 180ｇ LP로 완성됐다.

## 반응
김정수 PD의 회상에 따르면, 1980년대 후반에는 방송 심의 후에 신인 가수 오디션이 있었다고 한다. 대개는 형식적인 것이었는데 유재하는 ‘가창력 부족’과 ‘복장 문제’로 오디션에서 탈락하였다. 친형은 "재하가 송창식 씨처럼 가창력이 뛰어나지도 않고 스스로는 대중성을 고려해 만들었지만 어렵게 들리는 탓에 반응이 별로 없었다"고 말했다.
음반 미수록 곡인 〈그대와 영원히〉의 경우 당시 심의에서 문제가 됐다. 가사 내용 중 '붉은 바다'가 마치 빨갱이를 연상시킨다는 이유에서, '푸른 바다'로 고치려는 것을 눈물로 호소해서 가까스로 막았다. 〈내 마음에 비친 내 모습〉은 한국공연윤리위원회로부터 '네 모습'으로 바뀌어야 한다는 지적을 받는 해프닝이 있었다. 유재하는 '네 모습'이 아닌 '내 모습'을 꼭 써야 한다고 사정했다.
기존 대중가요의 벽을 뛰어넘은 그의 노래는 80년대 말 암울했던 대학가와 젊은이들에게 이슬비와도 같은 촉촉한 정서를 심어주었고, 특히 운동권 학생들 사이에서 많이 불렸다. 음반의 곡은 복고 바람을 타고 다시금 인기가 급증하여, 음원서비스 지니가 발표한 통계에 의하면 1980년대 발표된 노래 중 2013년 가장 많이 재생된 노래는 〈사랑하기 때문에〉였다.

## 평가와 유산
| 전문가 평가 | 전문가 평가 |
| 평가 점수   | 평가 점수   |
| 출처        | 점수        |
| ----------- | ----------- |
| 이즘        | (명반)      |

《사랑하기 때문에》는 발표 직후부터 큰 호응을 받진 못했으나, 유재하가 교통사고로 사망한 이후 점점 회자되기 시작하면서 호평받기 시작한다. 평론가 최지호는 "한국 팝 발라드의 진화는 결국 이 앨범에서 시작된 것이다. 발라드의 생물학 따위는 관심 밖이라고 해도 좋다. 이 앨범은 그 자체로 고결한 완성품이다. 그래서 아름다울 뿐만 아니라 경이롭기까지 하다."고 평했다. 김수철은 당시 유재하의 앨범을 듣고 "노랫말이 너무 빼어났다"는 느낌이 앞섰다고 술회했다.
MBC 라디오 조정선 프로듀서는 "이 앨범은 다양하고 어려운 화성을 대중음악에 소화해낸 최초의 작품"이라는 찬사를 보냈다. 가수 한동준은 "클래식을 바탕으로 한 음의 배열이 기존 가요와 완전히 달라서 정말 놀랐다. 가사도 서정성의 절정이었고, 〈우리들의 사랑〉이나 〈텅 빈 오늘 밤〉에서 들려주는 리듬에 대한 시도도 달랐다."며 높이 평가한다. 《이즘》의 임진모는 "유재하의 흐느적거리는 목소리는 어딘가 모를 슬픔이 배어있다. 수작으로 평가받는 〈가리워진 길〉을 비롯해 〈텅 빈 오늘밤〉, 〈지난 날〉 등 모든 곡이 처연함의 극치를 보인다."고 분석했다. 음악 평론가 소승근은 "천부적인 감성으로 탄생한 ‘사랑하기 때문에’ 와 〈내 마음에 비친 내 모습〉, 〈가리워진 길〉, 〈그대 내 품에〉 등에서 드러난 클래식과 가요의 접목은 한국적 발라드의 시작을 알린 서막이었다."고 추앙했다. 《이즘》의 지운은 이렇게 쓴다.
경쾌한 분위기로 첫 포문을 여는 〈우리들의 사랑〉은 봄처럼 따뜻하고 생기 있게 사랑을 노래하지만 그의 목소리에 담겨있는 쓸쓸함도 함께 배어 나온다. ... 김현식이 먼저 부른 〈그대 내품에〉나 그의 사랑하는 애인에게 고백조로 읊조리는 〈사랑하기 때문에〉 그리고 사실상 앨범 최고의 곡인 〈내 마음에 비친 내 모습〉에서 보여주는 풍요로운 신디사이저 위주의 편곡은 그가 앞으로 펼쳐나갈 다채로운 색의 전조를 느끼게 한다. 그의 흐느적거리는 목소리는 〈텅빈 오늘밤〉이나 〈지난날〉과 같은 빠른 템포의 곡에서도 슬픔을 유발하는데 “싸늘한 눈빛으로/한마디 말도 없이/그대는 떠나가고”와 같은 가사나 지나간 날들에 대한 후회와 애정을 노래하는 〈지난날〉에서도 그렇다. 재즈적 감성으로 제목과도 같이 침잠된 감정으로 노래하는 〈우울한 편지〉의 시도나 클래식을 전공한 학도다운 모차르트를 연상시키는 소품 〈minute〉 등은 이 앨범의 완성도를 다각도로 입증하는 소산들이다.

유재하는 죽었지만 그가 대중음악계에 끼치고 있는 영향은 여전하다. 죽음을 애도하고 그가 이루고자 했던 음악의 꿈을 계속 이어가기 위해 가족을 비롯하여 아끼고 사랑하였던 사람들이 뜻을 모아 재단법인 유재하음악장학회를 설립하였으며 이곳에서 주관한 유재하 음악경연대회는 1989년 1회를 시작으로 하여 2024년 35회를 맞이했다. 유재하 음악경연대회를 거쳐 간 가수들만 하더라도 1회 대상 수상자인 조규찬과 4회 대상 수상자인 유희열을 위시하여, 이한철, 심현보, 정지찬, 고찬용 등이 있다. 유재하음악경연대회는 대한민국 대중음악계에 실력 있는 음악인을 양성하는 데 중요한 역할을 하고 있다.
저자 장유정은 유재하가 대중음악계에 남긴 성과를 이렇게 보고 있다. "첫째, 작사, 작곡, 편곡, 연주까지 혼자서 도맡아 하는 1인 밴드의 시대를 열었고, 둘째, 예술성과 대중성, 그리고 실험성을 동시에 추구하여 성공하였으며, 셋째, 아름다운 가사를 통해 서정의 진수를 보여줌으로써 발라드의 수준을 한 단계 올려놓았다고 요약할 수 있습니다." 임진모는 "우리 음반역사상 작사, 작곡, 편곡을 혼자서 해낸 작품은 이 앨범이 처음일 것이다. 이후 많은 뮤지션들은 가사와 멜로디를 쓰는 것 외에 그 평면적인 악보를 자기 스스로 곡으로 옮기는 작업에 골몰하기 시작했다. 편곡을 스스로 한다는 것은 앨범을 완전한 자기 작품으로 빚어낸다는 것을 의미한다. 곧 음악적 자주(自主)의 완전 실현이다. 자신의 독자적 상상력을 앨범이라는 실체로 꾸려내는 음악가에게는 꿈이 아닐 수 없다."고 말한다.

## 수록곡
- Side A의 4번 트랙 〈사랑하기 때문에〉는 《조용필 7집》에서 먼저 발표되었다.
- Side B의 2번 트랙 〈가리워진 길〉은 《김현식 Ⅲ》에서 먼저 발표되었다.
- Side B의 5번 트랙 〈정화의 노래〉는 건전가요이다. 이후 재발매 앨범에선 빠진다.

### LP
전체 작사·작곡: 유재하. 전체 편곡: 유재하
| #             | 제목                       | 재생 시간 |
| ------------- | -------------------------- | --------- |
| 1.            | 〈지난 날〉                | 4:29      |
| 2.            | 〈텅빈 오늘밤〉            | 5:52      |
| 3.            | 〈우리들의 사랑〉          | 4:53      |
| 4.            | 〈사랑하기 때문에〉        | 4:46      |
| 5.            | 〈내 마음에 비친 내 모습〉 | 2:37      |
| 총 재생 시간: | 총 재생 시간:              | 17:51     |

| #             | 제목                | {{{기타정보}}} | 재생 시간 |
| ------------- | ------------------- | -------------- | --------- |
| 1.            | 〈그대 내 품에〉    | 유재하         | 5:52      |
| 2.            | 〈가리워진 길〉     |                | 3:14      |
| 3.            | 〈우울한 편지〉     |                | 5:01      |
| 4.            | 〈Minuet〉 (경음악) |                | 2:37      |
| 5.            | 〈정화의 노래〉     |                |           |
| 총 재생 시간: | 총 재생 시간:       | 총 재생 시간:  | 16:44     |

### CD
| #             | 제목                       | 재생 시간 |
| ------------- | -------------------------- | --------- |
| 1.            | 〈우리들의 사랑〉          | 4:53      |
| 2.            | 〈그대 내 품에〉           | 5:52      |
| 3.            | 〈텅빈 오늘밤〉            | 5:52      |
| 4.            | 〈내 마음에 비친 내 모습〉 | 2:37      |
| 5.            | 〈Minuet〉 (경음악)        | 2:37      |
| 6.            | 〈가리워진 길〉            | 3:14      |
| 7.            | 〈지난 날〉                | 4:29      |
| 8.            | 〈우울한 편지〉            | 5:01      |
| 9.            | 〈사랑하기 때문에〉        | 4:46      |
| 총 재생 시간: | 총 재생 시간:              | 37:15     |

| #             | 제목                       | 재생 시간 |
| ------------- | -------------------------- | --------- |
| 1.            | 〈지난 날〉                | 4:29      |
| 2.            | 〈그대 내 품에〉           | 5:52      |
| 3.            | 〈가리워진 길〉            | 3:14      |
| 4.            | 〈사랑하기 때문에〉        | 4:46      |
| 5.            | 〈내 마음에 비친 내 모습〉 | 2:37      |
| 6.            | 〈텅빈 오늘밤〉            | 5:52      |
| 7.            | 〈우울한 편지〉            | 5:01      |
| 8.            | 〈우리들의 사랑〉          | 4:53      |
| 9.            | 〈Minuet〉 (경음악)        | 2:37      |
| 총 재생 시간: | 총 재생 시간:              | 37:15     |

## 만든 사람들
이 목록은 2012년에 발매된 앨범 부클릿 〈Credit〉목록에서 발췌하였다.
| - 유재하 - 작사, 작곡, 편곡, 제작, 보컬(1~4, 6~9), 피아노(1~3, 6~9), 신시사이저(1, 3, 4, 7), 기타(1, 3, 7, 9), 백 보컬(7) - 조원익 - 베이스 기타(1~4, 7~9) - 유영수 - 드럼(1, 2, 7, 9) - 김애란 - 플루트(2, 6, 8, 9) - 안기승 - 드럼(3, 4, 8) - 노인경 - 첼로(5) - 임정희 - 오보에(6) - 이광훈 - 클라리넷(6, 9) - 김유미 - 바순(6) - 이지원 - 호른(6, 9) - 이문세 - 백 보컬(7) 친구들 - 김은영, 박상은, 손미애, 송찬주, 우혜경, 유현아, 이영희, 조원경, 조원정, 최은미 - 바이올린(2, 8, 9) - 유현아(2, 5, 6, 8, 9) - 김은영(2, 6, 8, 9) - 권진영, 박해정, 정성희 - 비올라(2, 8, 9) - 정성희(2, 5, 8, 9) - 박해정(2, 6, 8, 9) - 김신범, 김진연 - 첼로(2, 8, 9) - 김진연(2, 6, 8, 9) | 스탭 - 최세영 - 녹음 - 오창환 - 디지털 녹음 - 이정훈 - 사진(2012년판에는 '오리지널 앨범 사진'으로 표기) - 서도호 - 일러스트 - 장기영 - 오리지널 앨범 디자인 - 안흥섭 - 앨범 디자인 - 도정회(SoundMax) - 리마스터링 |

### 내용주
1. ↑  유재하의 지인이 SBS 연예정보 프로그램 《생방송 TV연예》에서 "유재하의 여자친구는 유재하의 1집 앨범에서 플루트 연주를 담당했던 김 모씨로 앨범 재킷에 표기돼 있다"고 말했다.[6]

### 참조주
1. ↑  “故 유재하의 명곡들은 '그녀'를 위한 노래였다.”. 한국일보. 2008년 1월 27일. 2008년 1월 31일에 원본 문서에서 보존된 문서. 2011년 7월 11일에 확인함.
2. 1 2 3  “유재하를 부른다”. 《한겨레》. 1997년 10월 16일.
3. 1 2 3  “유재하, 한국 ‘대중음악의 自主’를 이루다”. 경향신문. 2007년 8월 23일. 2011년 7월 11일에 확인함.
4. 1 2 3 4 5  “친형이 말하는 故유재하…"애주가에 음악 자존심 강했죠"”. 《연합뉴스》. 2017년 2월 3일. 2017년 2월 4일에 확인함.
5. ↑  지운 (2001년 2월). “유재하”. 《이즘》. 2017년 2월 6일에 원본 문서에서 보존된 문서.
6. ↑  강지훈 (2012년 10월 31일). “故 유재하 '사랑하기 때문에' 여주인공은 '플루트 김'”. 《마이데일리》. 2015년 1월 26일에 원본 문서에서 보존된 문서. 2017년 2월 4일에 확인함.
7. 1 2 3 4 5 6  장, 유정 (2010년 2월). “슬프고도 아름다운 사랑”. 플랫폼.
8. ↑  박은경 (2006년 11월 1일). “[창간2년 특집]요절한 유재하-김현식, 아직도 당신은!”. 2017년 2월 4일에 확인함.
9. 1 2 3 4  최규성. “사랑하기 때문에”. 《네이버 지식백과》. 한국대중가요연구소.
10. ↑  “유재하와 함께 했던 순간들”. 《네이버 뮤직》. 2017년 2월 5일에 확인함.
11. 1 2 3  “한국 대중음악계의 찬란한 보석 유재하, 그를 다시 만나다”. 《네이버 뮤직》. 2012년 10월 31일. 2017년 2월 4일에 확인함.
12. 1 2 3  이승형 (2003년 10월 28일). “다시 듣고싶다…그들의 노래를”. 《문화일보》. 2017년 2월 4일에 확인함.
13. ↑  “이승환 “24년전 자비로 첫앨범 냈다, 17군데 소속사서 퇴짜””. 《뉴스엔》. 2013년 7월 25일. 2017년 2월 4일에 확인함.
14. ↑  “유재하 vs 유희열, 미래의 소리에 귀기울여라”. 《오마이뉴스》. 2008년 5월 19일.
15. ↑  이창호 (2005년 11월 18일). “김영 "최고 음악인은 김현식"”. 《세계일보》.
16. ↑  “[대중음악가 열전] 6. 뮤지션 유재하”. 《부산일보》. 2017년 2월 4일에 확인함.
17. ↑  권석정. “유재하 27주기, 새로 오는 자들을 맞아주는 그의 음악”. 《텐아시아》. 2016년 11월 24일에 원본 문서에서 보존된 문서. 2017년 2월 4일에 확인함.
18. ↑  김고금평 (2014년 1월 22일). “유재하가 들어도 만족할 오리지널 사운드”. 《문화일보》.
19. ↑  “故유재하 26년 전 원음 그대로…1집 고음질 LP 발매”. 《연합뉴스》. 2014년 1월 21일. 2017년 2월 4일에 확인함.
20. 1 2  지운. “사랑하기 때문에”. 《이즘》. 2017년 3월 7일에 원본 문서에서 보존된 문서. 2017년 2월 4일에 확인함.
21. ↑  ““옛 노래가 좋아요…” 1990년대 가요 인기 급증”. 《문화일보》. 2016년 1월 26일.
22. 1 2  임진모. “사랑하기 때문에”. 《이즘》. 2016년 11월 24일에 원본 문서에서 보존된 문서. 2017년 2월 4일에 확인함.
23. ↑  “평론가 최지호 K-POP 아카이브”.
24. 1 2  소승근. “[레전드 100人] 유재하, 대한민국 발라드의 기준이 되다.”. 《Mnet》. 2017년 2월 24일에 원본 문서에서 보존된 문서.
25. ↑  《사랑하기 때문에》 라이너 노츠